# Eunidia kinduensis
Eunidia kinduensis är en skalbaggsart som beskrevs av Stefan von Breuning 1948. Eunidia kinduensis ingår i släktet Eunidia och familjen långhorningar. Inga underarter finns listade i Catalogue of Life.